# De wind der verandering
Heer Bommel en de wind der verandering (in boekuitgaven/spraakgebruik verkort tot De wind der verandering) is een verhaal uit de Bommelsaga, geschreven en getekend door Marten Toonder. Het verhaal verscheen voor het eerst op 9 juli 1975 en liep tot 29 september van dat jaar. Thema: De windrichting bepaalt de politieke voorkeur.

## Voetnoot
1. ↑  In de periode 9 juni tot 9 juli zijn heer Bommel en Tom Poes de weg kwijt. Op stripstrook 8295 zijn ze in het twijfelachtige bezit van een foute kaart op zoek naar de Vergeten Kust. Op 9 juli vangt het verhaal daadwerkelijk aan met strip 8296. Achter in de Volledige Werken wordt nummer 8295 afgedrukt als verantwoording.
2. ↑  https://resolver.kb.nl/resolve?urn=ddd:010460651:mpeg21:a007244 strips in de Amigoe di Curacao

## Hoorspel
- De wind der verandering in het Bommelhoorspel